# Flesch Ella
Flesch Ella, Magyarországon használt művésznevén: Feszty Ella (Budapest, 1898. június 16. – Manhattan vagy New York, 1957. június 6.) opera-énekesnő (szoprán). 
Flesch Károly hegedűművész unokahúga.

## Életpályája
Édesapja ékszerész volt. 1914 és ’19 között a budapesti Zeneakadémián szerzett oklevelet. Az Operában indult pályája az 1919–20-as évadban. 1919. október 19-én debütált a Walkür Ortlindéjeként. Bécsben képezte tovább magát. 
1922. november 6-án mutatkozott be a Bécsi Állami Operában Aidaként. Itt énekelt 1925-ig. 1925–1934 között a müncheni opera egyik vezető szopránja volt. 1930–1932 között a Lipcsei Operaház tagja volt, 1933-ban a Frankfurt am Maini operában énekelt. 1933-ban zsidó származása miatt el kellett hagynia Németországot. 1934–1937 között a grazi operaházban énekelt. 1936-ban visszaszerződött a Bécsi Állami Operaházhoz. 1938-ban a tel-avivi operaház ünnepelt tagja volt.
Az Anschluss után az 1938–39-es évadban a berni városi színházban lépett fel. 1940-ben Amerikába emigrált. Először egy caracasi fesztiválon szerepelt, New Yorkban 1941 januárjában mutatkozott be egy koncerten. A Metropolitanben 1944. január 6-án debütált Széll György vezényletével a Salome címszerepében (Alváry Lőrinccel egy előadásban). 1946-tól a New York City Operában is fellépett. Ebben az évben kanadai turnén is járt. 

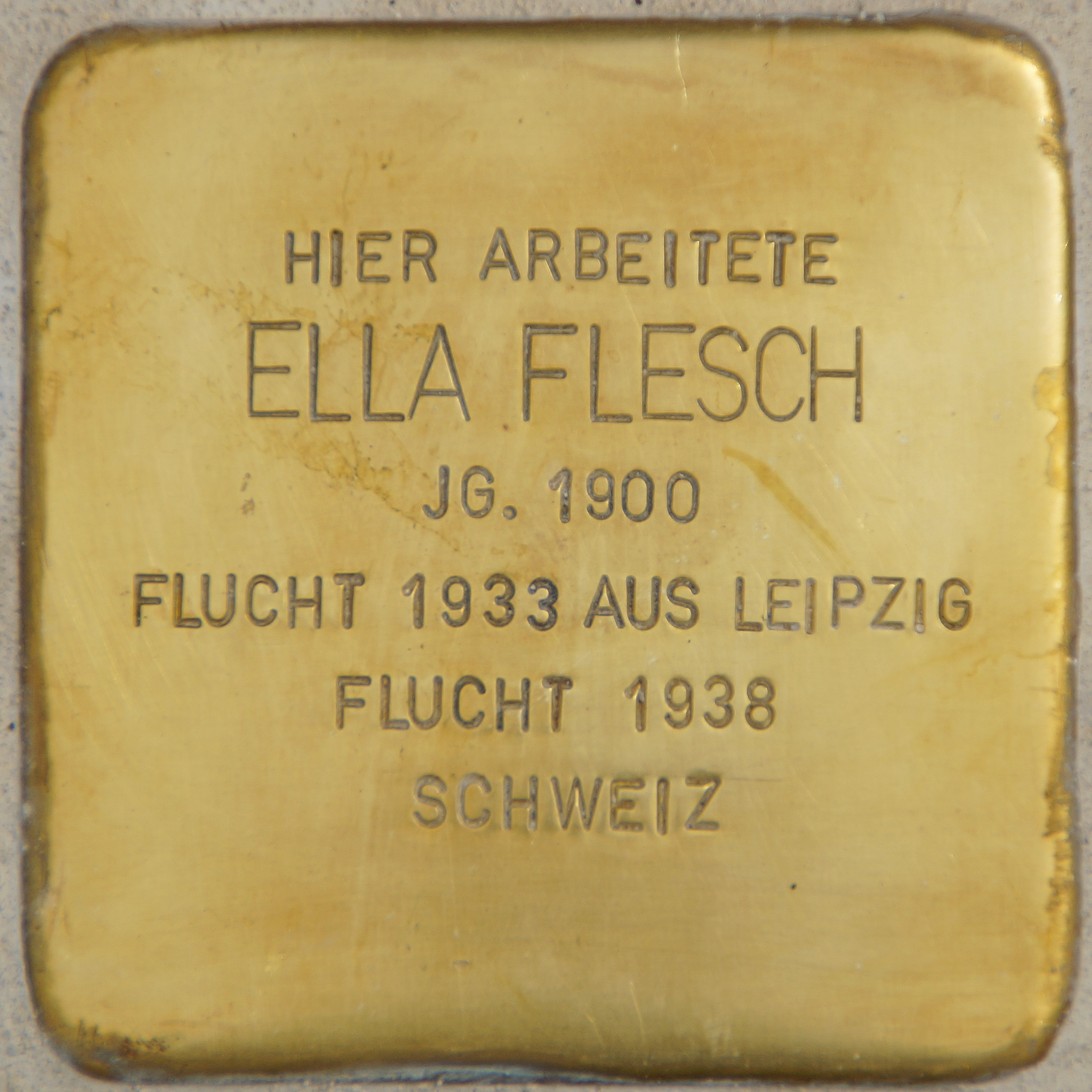

1947-ben egy súlyos autóbaleset vetett véget színpadi pályájának. Élete hátralévő részében énektanárként működött. 
Többször vendégszerepelt Budapesten, az Operában és a Városi Színházban. Énekelt a grazi és a bécsi Operában. Jelentős drámai szoprán: sokoldalú kultúrája az egész klasszikus és romantikus drámai-szoprán szerepkört felölelte.
2020 szeptemberében a grazi opera előtt egy botlatókövet raktak le emlékére.

## Szerepei
- Eugen d’Albert: Hegyek alján – Marta
- Ludwig van Beethoven: Fidelio – Leonore
- Georges Bizet: Carmen – címszerep
- Marco Frank: Az idegen nő – Jacqueline
- Umberto Giordano: André Chénier – Madeleine de Coigny
- Leoš Janáček: Jenůfa – Buryja sekrestyésné
- Ernst Křenek: A diktátor – Charlotte
- Pietro Mascagni: Parasztbecsület – Santuzza
- Giacomo Meyerbeer: A hugenották – Valentine
- Wolfgang Amadeus Mozart: Don Juan – Donna Anna
- Wolfgang Amadeus Mozart: A varázsfuvola – Az Éj királynője; Pamina; Első hölgy
- Bernhard Paumgartner: Rossini Nápolyban – Angela Colbrand
- Giacomo Puccini: Tosca – Floria Tosca
- Giacomo Puccini: A Nyugat lánya – Minnie
- Ottorino Respighi: A láng – Silvana
- Johann Strauss d. S.: A denevér – Rosalinde
- Johann Strauss d. S.: A cigánybáró – Szaffi
- Richard Strauss: Salome – címszerep
- Richard Strauss: Elektra – A felügyelőnő
- Richard Strauss: A rózsalovag – Octavian Rofrano
- Richard Strauss: Ariadné Naxoszban ― Komponista/Ariadné
- Richard Strauss: Az egyiptomi Heléna – Első szolgálólány
- Richard Strauss: A hallgatag asszony – Aminta
- Giuseppe Verdi: A trubadúr – Leonora
- Giuseppe Verdi: Álarcosbál – Amelia
- Giuseppe Verdi: Aïda – címszerep
- Richard Wagner: A bolygó hollandi – Senta
- Richard Wagner: Tannhäuser... – Vénusz
- Richard Wagner: A Nibelung gyűrűje – Freia; Ortlinde; Sieglinde; Harmadik norna
- Richard Wagner: Parsifal – I. csoport 3. viráglány
- Rudolf Wagner-Régeny: A kegyenc – Tudor Mária

## Fordítás
- Ez a szócikk részben vagy egészben  az   Ella Flesch című német Wikipédia-szócikk ezen változatának fordításán alapul.  Az eredeti cikk szerkesztőit annak laptörténete sorolja fel. Ez a jelzés csupán a megfogalmazás eredetét és a szerzői jogokat jelzi, nem szolgál a cikkben szereplő információk forrásmegjelöléseként.